# (2393) Suzuki
(2393) Suzuki ist ein Asteroid des Hauptgürtels, der am 17. November 1955 von der französischen Astronomin Marguerite Laugier in Nizza entdeckt wurde.
Benannt ist der Asteroid nach dem japanischen Astronomen Keishin Suzuki.